# Памятник Тарасу Шевченко (Рим)
Памятник Тарасу Шевченко (итал. Monumento di Taras Shevchenko, укр. Пам'ятник Тарасові Шевченку) — монумент, воздвигнутый в честь украинского поэта, прозаика, художника и этнографа Тараса Григорьевича Шевченко в итальянской столице — Риме. Один из самых необычных и интересных скульптурных образов украинского поэта в монументальном искусстве. 

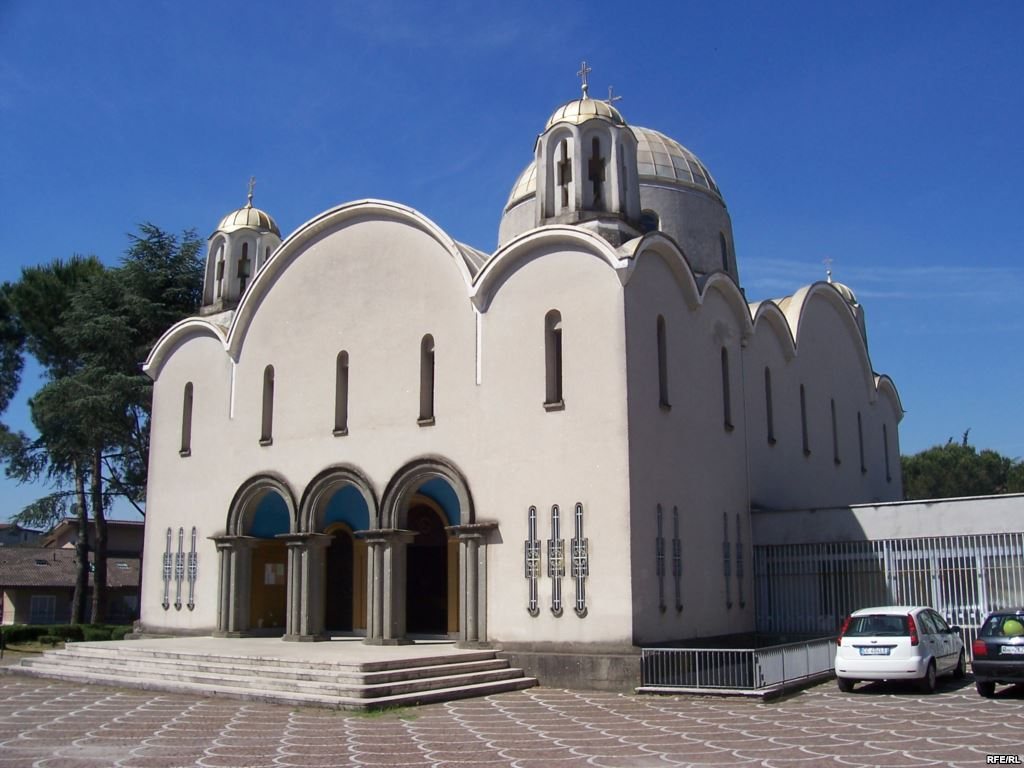
Собор святой Софии (УГКЦ) в Риме, возле которого открыт памятник

## История
Оригинальный памятник, где Т. Г. Шевченко изображен в роли римского патриция, торжественно открыт 1973 перед греко-католическим собором Святой Софии; автор — итальянский скульптор У. Мацей.
По замыслу автора памятника, украинский поэт одет в римскую тогу и изображен оратором, который, подняв руку, обращается к присутствующим с пламенным словом. Скульптурная композиция — образная констатация того, что Шевченко и его произведения принадлежат не только Украине, но и всему человечеству.